# Symphonie pour orgue

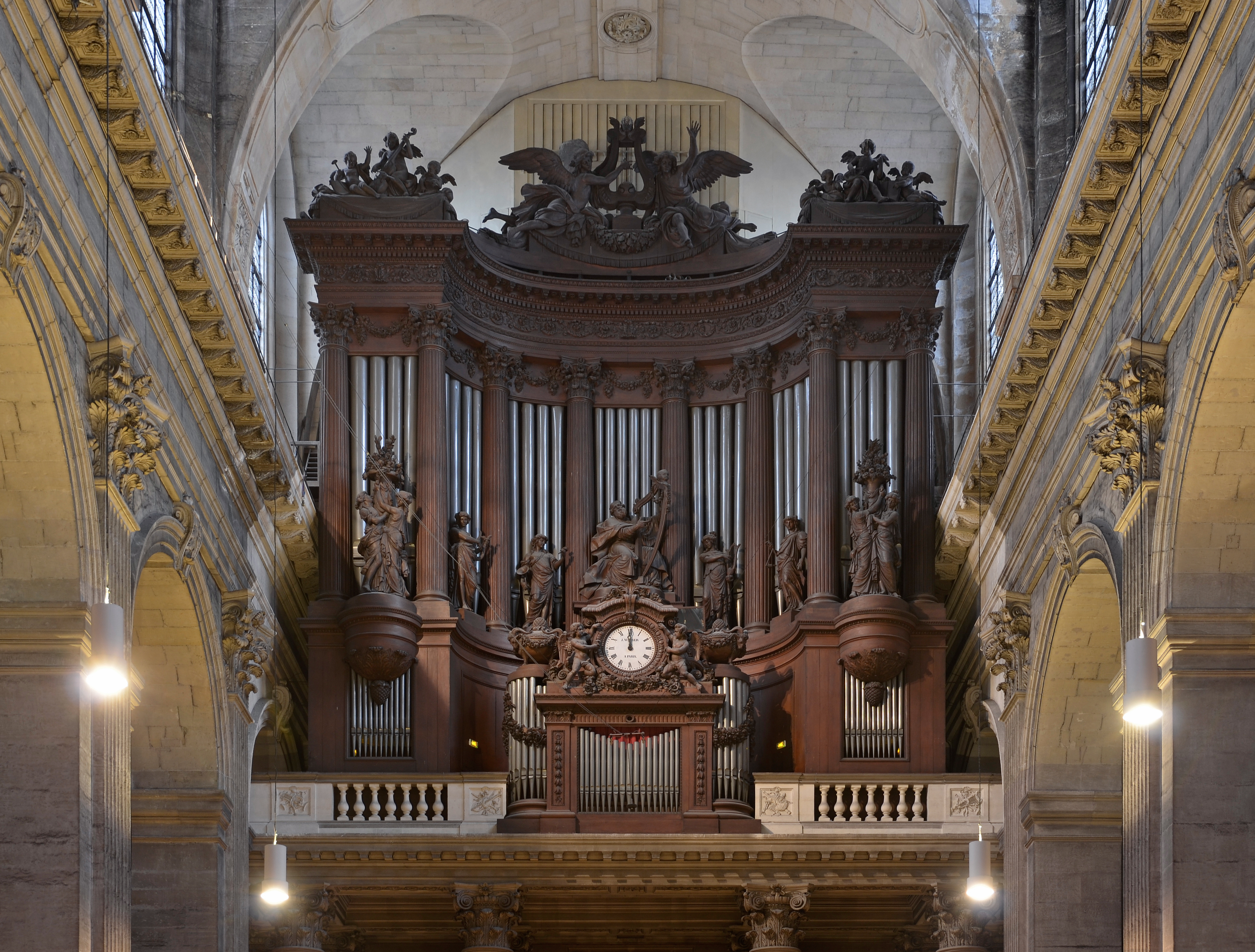
Orgue de Saint-Sulpice

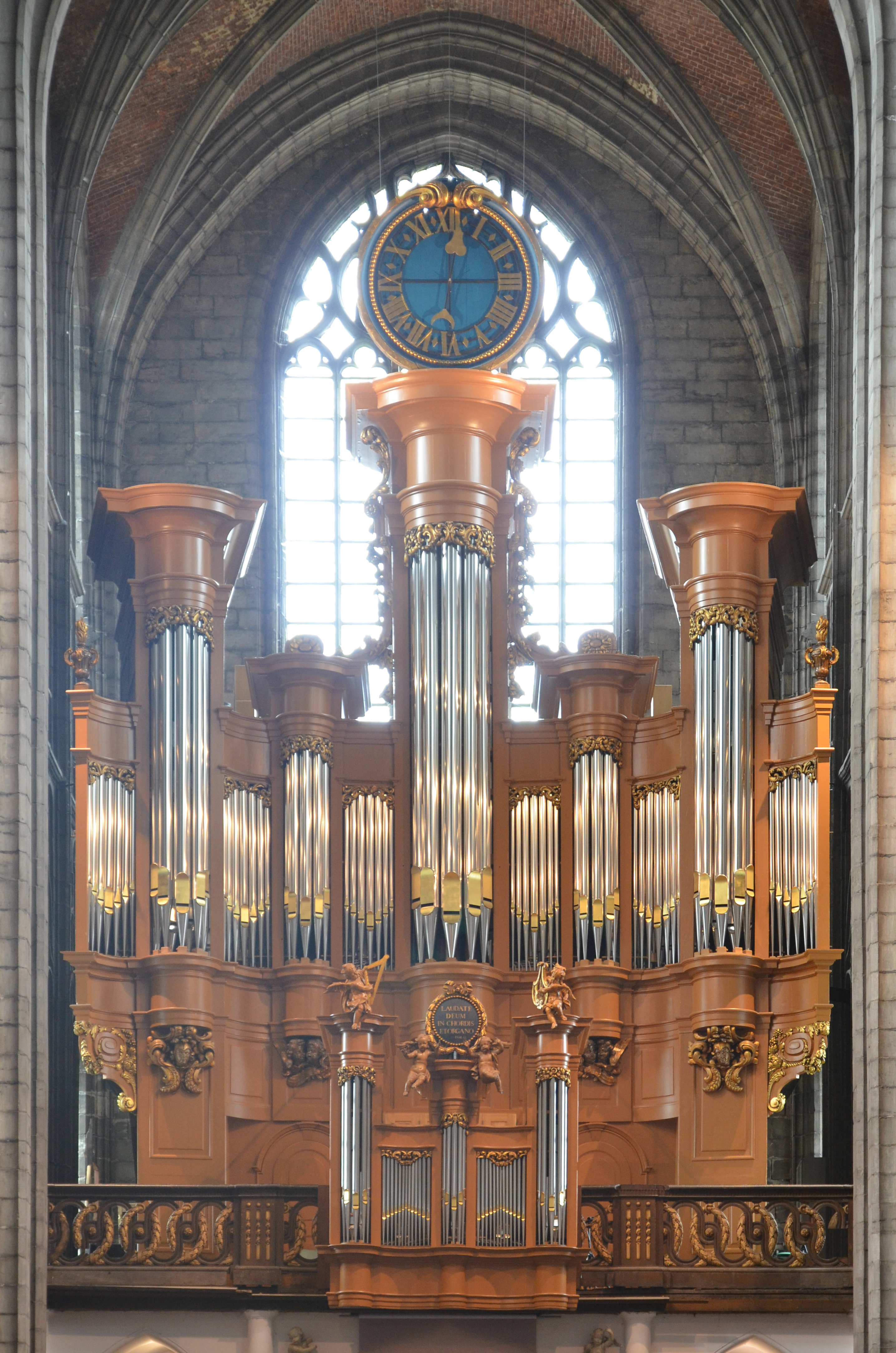
Orgue de la collégiale Sainte-Waudru de Mons

En dehors de l'orchestre, le piano et l'orgue sont les seuls instruments solistes pour lesquels des compositeurs ont écrit des symphonies. Le répertoire pianistique ne compte cependant qu'une seule symphonie répertoriée (Charles-Valentin Alkan, opus 39 4 à 7).

## Historique et description
Suivant le mouvement de l'évolution musicale, la facture d'orgue française du XIXe siècle, après une courte période dite de l’orgue romantique, aboutit à l’orgue symphonique sous l'impulsion du facteur d'orgues Aristide Cavaillé-Coll et de trois organistes : Lefébure-Wely, César Franck et Jacques-Nicolas Lemmens. La symphonie pour orgue se révèle donc comme la fille de l'école française d'orgue. C'est cependant un genre nouveau, qui rompt avec la tradition classique de l'orgue et cherche, tant par la forme que par les timbres, à traiter l'orgue comme un orchestre. Elle participe d'un renouveau sans précédent dans l'histoire de la musique d'orgue, tant du point de vue des nouveaux principes de composition et de registration qu'elle engendre (utilisation de grands plans sonores, développement des jeux de détail, extension du clavier de Récit, augmentation des pressions...) que des nouvelles techniques de jeu qu'elle demande à l'interprète.
Typiquement française, l'histoire de la symphonie pour orgue reste marquée par les quatre figures emblématiques de l'esthétique symphonique : César Franck, Charles-Marie Widor (qui a composé dix symphonies pour orgue), Alexandre Guilmant (qui préfère intituler ses œuvres « Sonates ») et Louis Vierne (qui a écrit six symphonies pour orgue).
La symphonie pour orgue n'a donc pas suivi la longue genèse de la symphonie pour orchestre puisqu'elle assume d'emblée la structure fixée par les compositeurs post-beethovéniens. Cet héritage se ressent principalement dans le caractère unificateur donné par le plan tonal. Le souci d'unité peut aller jusqu'à la présence d'un ou plusieurs thèmes ou motifs cycliques : Widor est le premier à appliquer à la symphonie pour orgue cette technique franckiste, dans sa 7e ; Vierne la reprendra dans sa 2e, sa 4e et, de manière plus complexe, sa monumentale 5e. Son élève Augustin Barié est sans doute l'un de ceux qui utilisent la forme cyclique de la manière la plus consciente et originale.
Moins contrainte que la symphonie pour orchestre, la symphonie pour orgue se ressent aussi de l'influence de la suite et de diverses autres formes puisées dans la tradition de l'instrument, comme le prélude et fugue ou la fantaisie de choral. Le nombre de mouvements est donc variable (entre 3 et 7), ainsi que le caractère et la forme de ceux-ci. Si la structure est la plupart du temps celle d'une symphonie romantique en cinq mouvements (allegro de sonate, andante, scherzo, adagio, final en forme sonate), elle peut aussi prendre l'apparence d'une succession de pièces de genre (pastorale, variations, choral, marche…). Aussi, dès l'origine, les compositeurs et leurs interprètes n'ont pas hésité à jouer en concert des mouvements isolés. Certains, comme le final (Toccata) de la 5e Symphonie de Widor, sont devenues des pièces de concert autonomes.
La symphonie pour orgue incarne en effet une fonction nouvelle pour cet instrument : née pour des orgues d'église (Sainte-Clotilde et Saint-Sulpice à Paris, Saint-François-de-Sales à Lyon…), elle accompagne cependant une esthétique qui s'inspire d'un orchestre symphonique voué au rite profane du concert. Les inaugurations d'orgues au XIXe siècle deviennent elles-mêmes de grands événements mondains, comme en témoignent abondamment Le Ménestrel ou la Revue et Gazette musicale de Paris. L'orgue se développe d'ailleurs aussi dans les salles de concert : peu en France, où le Trocadéro demeure un exemple unique pour la dimension de l'instrument ; beaucoup en revanche en Angleterre et aux États-Unis, où Guilmant, Vierne et Marcel Dupré feront des tournées triomphales. Genre emblématique de l'orgue profane, la symphonie pour orgue ne se détache pourtant pas complètement des racines ecclésiastiques de l'instrument et, à partir des années 1890, accompagne le mouvement de réforme liturgique impulsé par Solesmes en réintégrant des thèmes grégoriens : l'introït Puer natus est dans la Symphonie gothique de Widor et le graduel Haec Dies dans sa Romane, le répons Media vita chez Ermend Bonnal… Elle adopte même, avec la Symphonie-Passion de Dupré, un véritable programme catéchétique. Elle reste donc, tant formellement qu'esthétiquement, un genre ambigu.

## Symphonies pour orgue solo

### César Franck(1822-1890)
- Grande pièce symphonique opus 17 (1863)

### Charles-Marie Widor(1844-1937)
- Symphonie no 1 pour orgue en do mineur opus 13
- Symphonie no 2 pour orgue en ré majeur opus 13
- Symphonie no 3 pour orgue en mi mineur opus 13
- Symphonie no 4 pour orgue en fa mineur opus 13
- Symphonie no 5 pour orgue en fa mineur opus 42
- Symphonie no 6 pour orgue en sol mineur opus 42
- Symphonie no 7 pour orgue en la mineur opus 42
- Symphonie no 8 pour orgue en si majeur opus 42
- Symphonie no 9 pour orgue opus 70 « Gothique »
- Symphonie no 10 pour orgue opus 73 « Romane »

### Fernand de La Tombelle(1854-1928)
- Symphonie pascale pour orgue (Entrée épiscopale – Offertoire – Sortie)

### Louis Vierne(1870-1937)
- Symphonie no 1 pour orgue opus 14 (1899)
- Symphonie no 2 pour orgue opus 20 (1903)
- Symphonie no 3 pour orgue opus 28 (1911)
- Symphonie no 4 pour orgue opus 32 (1914)
- Symphonie no 5 pour orgue opus 47 (1924)
- Symphonie no 6 pour orgue opus 59 (1930)

### Charles Tournemire(1870-1939)
- Pièce symphonique, opus 16 (1899)
- Fantaisie symphonique pour orgue, opus 64 (1934)
- Symphonie-choral d'orgue en 6 parties enchaînées, opus 69 (1935)
- Symphonie sacrée pour orgue en 4 parties enchaînées, opus 71 (1936)
- Deux fresques symphoniques sacrées, opus 75 et 76 (1939)

### Charles Quef(1873-1931)
- Pièce symphonique, opus 11

### Clarence Dickinson(1873-1969)
- Organ Symphony “Storm King” (1920) – (Symphonie pour orgue « Tempête du roi »)

### Georges A. P. Jacob(1877-1950)
- Symphonie en mi mineur pour orgue (1906)

### Sigfrid Karg-Elert(1877-1930)
- Trois Canzone symphoniques, opus 85 (1910)
- Trois Chorals symphoniques, opus 87
- Symphonie en fa dièse mineur, opus 143 (1930)

### Joseph-Ermend Bonnal(1880-1944)
- Symphonie d'après Media Vita (1932)

### Auguste Fauchard(1881-1957)
- Symphonie mariale (1941)
- Symphonie eucharistique (1944)

### Alexandre Cellier(1883-1968)
- Suite symphonique en sol majeur (1906)
- Pièce symphonique (1911)

### Augustin Barié(1883-1915)
- Symphonie pour orgue, opus 5 (1911)

### Arthur Meulemans(1884-1966)
- Symphonie no 1 pour grand orgue (1949)
- Symphonie no 2 pour grand orgue (1949)

### Émile Bourdon(1884-1974)
- Symphonie, opus 10
- Allegro symphonique, opus 32

### Marcel Dupré(1886-1971)
- Symphonie-Passion, opus 23 (1924)
- Symphonie no 2 en ut dièse mineur opus 26 (1929)
- Évocation opus 37 (1941)

### Paul de Maleingreau(1886-1956)
- Symphonie de Noël, opus 19 (1919)
- Symphonie de la Passion, opus 20 (1920)
- Symphonie de l'Agneau Mystique, op. 24 (1922)

### Edward Shippen Barnes(1887-1958)
- Symphonie pour orgue, Opus 18
- Second Symphony for Organ, Opus 37

### Kaikhosru Shapurji Sorabji(1892-1988)
- Symphonie no 1 pour orgue (1924)
- Symphonie no 2 pour orgue (1929-1932)
- Symphonie no 3 pour orgue (1949-1953)

### Joseph Gilles (1903-1942)
- Symphonie pour orgue (1937)

### Flor Peeters(1903-1986)
- Sinfonia per organo, opus 48 (1940)
- Lied-Symphony, opus 66 (1948)

### André Fleury(1903-1995)
- Allegro symphonique (1927)
- Symphonie no 1 (1938/1943)
- Symphonie no 2 (1946/1947)

### Jean Langlais(1907-1991)
- Symphonie no 1 pour orgue (1944)
- Symphonie no 2 pour orgue (1976)
- Symphonie no 3 pour orgue (1979)

### Pierre Cochereau(1924-1984)
- Symphonie pour orgue (1950-1955)
- Nombreuses symphonies improvisées, dont plusieurs ont été conservées par l'enregistrement

### Pierre Pincemaille(1956-2018)
- Nombreuses symphonies improvisées, dont plusieurs ont été conservées par l'enregistrement, notamment :
  - Symphonie-improvisation (Allegro, Scherzo, Adagio et Final) dans : Improvisations - Cannes : un Festival d'improvisations - Ctésibios CTE 065
  - Symphonie improvisée dans : Improvisations - Livre d'orgue, Symphonie, Variations sur Tantum Ergo - Pierre Vérany PV 790111

### Jean Guillou(1930-2019)
- Sinfonietta pour orgue – opus 4 (1958)
- Symphonie initiatique pour 3 orgues – opus 18 (1969 - 1971)
- Symphonie initiatique pour quatre mains (transcription de la précédente) opus 18 (1990)

### Jean-Louis Florentz(1947-2004)
- La Croix du Sud, poème symphonique pour orgue (opus 15 - 1999)
- L’Enfant noir, conte symphonique pour Grand-Orgue en 14 tableaux (opus 17 - 2002)

### Marc Giacone(1954)
- Symphonie cosmique pour orgue (1981)
- Poème symphonique (2001)
- Fresque symphonique « Ombres et lumières » pour orgue (2004)

### Gérard Hilpipre(1959)
- Symphonie pour orgue (2006-2007)
- Deuxième symphonie pour orgue "sur le nom d'Albert Schweitzer" (2013)

## Sonates apparentées à la Symphonie pour orgue solo

### Nicolas Jacques Lemmens(1823-1881)
- Sonate "pontificale" (publication 1874)
- Sonate "O Filii" (publication 1874)
- Sonate "pascale" (publication 1874)

### Gustav Adolf Merkel(1827-1885)
- Sonate en ré mineur à quatre mains et double pédale, opus 30 (1857)

### Alphonse Mailly(1833-1918)
- Sonate en ré mineur pour Grand Orgue, opus 1

### Alexandre Guilmant(1837-1911)
- Première Sonate en ré mineur, opus 42 (1874)
- Deuxième Sonate en ré majeur, opus 50 (1876-1883)
- Troisième Sonate en ut mineur, opus 56 (1881)
- Quatrième Sonate en ré mineur, opus 61 (1884)
- Cinquième Sonate en ut mineur, opus 80 (1894)
- Sixième Sonate en si mineur, opus 86 (1897)
- Septième Sonate en fa mineur, opus 89 (1902)
- Huitième Sonate en la majeur, opus 91 (1906)

### Joseph Rheinberger(1839-1901). Entre 1869 et 1901
- Sonate no 1 en ut mineur, opus 27
- Sonate no 2 en la bémol majeur, "Fantaisie sonata", opus 65
- Sonate no 3 en sol majeur, "Pastorale", opus 88
- Sonate no 4 en la mineur, "Tonus peregrinus, opus 98
- Sonate no 5 en fa dièse mineur, opus 111
- Sonate no 6 en mi bémol mineur, opus 119
- Sonate no 7 en fa mineur, opus 127
- Sonate no 8 en mi mineur, opus 132
- Sonate no 9 en si bémol majeur, opus 142
- Sonate no 10 en si mineur, opus 146
- Sonate no 11 en ré mineur, opus 148
- Sonate no 12 en ré bémol majeur, opus 154
- Sonate no 13 en mi bémol majeur, opus 161
- Sonate no 14 en ut majeur, opus 165
- Sonate no 15 en ré majeur, opus 168
- Sonate no 16 en sol dièse mineur, opus 175
- Sonate no 17 en si majeur, "Fantasie sonata", opus 181
- Sonate no 18 en la majeur, opus 188
- Sonate no 19 en sol mineur, opus 193
- Sonate no 20 en fa majeur, "Zur Friedensfeier", opus 196

### Edgar Tinel(1854-1912)
- Sonate, opus 29 (1884-1885)

### Sigfrid Karg-Elert(1877-1933)
- Sonatine, opus 74 (1909)

### Darius Milhaud(1892-1974)
- Sonate, opus 112 (1931)

## Symphonies pour orchestre avec orgue obligé
Il existe très peu de symphonies avec orgue obligé, œuvres qu'il ne faut pas confondre avec le concerto pour orgue. La limite entre « symphonie avec orgue » et « concerto pour orgue » peut être définie de la manière suivante :
- Le concerto est un dialogue entre l'instrument soliste et l'orchestre, ce dernier servant essentiellement à accompagner et à introduire les solos. Il est donc clair que dans le concerto le soliste a une position prédominante.
- La symphonie avec orgue est d'abord une symphonie. Il s'agit donc d'une œuvre basée sur la masse orchestrale où chaque instrumentiste a un rôle à jouer. L'orgue y intervient pour ajouter une couleur supplémentaire à l'orchestre sans qu'il lui soit nécessairement demandé des parties solistes, même s'il est vrai que par son ampleur et sa puissance, il peut dominer tout l'orchestre.
- Mais le type de l'œuvre dépend d'abord de ce que souhaite son auteur. On peut le constater avec l'exemple de Joseph Jongen qui entretient l'ambiguïté en baptisant son œuvre « symphonie concertante », qui se veut donc être une symphonie aux accents de concerto ou un concerto à caractère symphonique…

### Camille Saint-Saëns(1835-1921)
- Symphonie no 3 avec orgue en ut mineur – opus 78 (1886)

### Alexandre Guilmant(1837-1911)
- Symphonie no 1 pour orgue et orchestre en ré mineur – opus 42 (1878)
- Symphonie no 2 pour orgue et orchestre en la majeur – opus 91 (1910)

### Charles-Marie Widor(1844-1937)
- Symphonie No. 3 pour orgue et orchestre, op. 69 (1894)
- Symphonie en sol mineur pour orgue et grand orchestre, op. 42 "a" ou ""bis" (1882), composée à la demande du futur Roi anglais Edouard VII pour être jouée au Royal Albert Hall[1]. Le mouvement central reprend l'Andante de la deuxième symphonie pour orgue seul (1872) tandis qu'on retrouvera les deux autres dans la sixième symphonie pour orgue seul (Allegro et Final) en 1887.
- Sinfonia sacra pour orgue et orchestre, op. 81 (1908)

### Joseph Jongen(1873-1953)
- Symphonie concertante pour orgue et orchestre – opus 81 (1926)

### Marcel Dupré(1886-1971)
- Symphonie en sol mineur pour orgue et orchestre – opus 25 (1928)

## Indications discographiques
- César Franck

L’œuvre pour orgue - Susan Landale (orgues Cavaillé-Coll de Saint-Sulpice de Paris, Saint-Étienne de Caen, San Sebastian) – Calliope CAL 9941.2
- Camille Saint-Saëns

Symphonie no 3 avec orgue - Olivier Latry (orgue Dobson "Fred J. Cooper" du Verizon Hall de Philadelphie), The Philadelphia Orchestra, dir. Christoph Eschenbach - Ondine ODE 1094-5
- Alexandre Guilmant

L'intégrale des sonates pour orgue - Ben van Oosten (nl) (orgue Cavaillé-Coll de Saint-Ouen de Rouen) - MDG MD+G L 4340-42
Symphonies no 1 & 2 pour orgue et orchestre - Edgar Krapp (orgue Jann de la Konzerthalle de Bamberg), Bamberger Symphoniker, dir. Vladimir Fedoseyev (no 1), Sebastian Weigle (no 2) - ARTS Music 47662-2
- Charles-Marie Widor

Symphonies op. 13 [1 à 4 dans leur première version] - Joris Verdin (orgue Cavaillé-Coll de l'abbaye de Royaumont) – Ricercar RIC 286
Symphonies no 2 & 3 - Olivier Vernet (orgue Cavaillé-Coll de Saint-Antoine-des-Quinze-Vingts) – Ligia digital Lidi 0104203-09
5e et 6e symphonies - Olivier Latry (orgue Cavaillé-Coll de Notre-Dame de Paris) – BNL 112617
Symphonies no 4 & 6 - Olivier Vernet (orgue Cavaillé-Coll de la cathédrale d'Orléans) – Ligia digital Lidi 0104193-08
Symphonie Romane op. 73 - Michel Bouvard (orgue Cavaillé-Coll de Saint-Sernin de Toulouse) - Tempéraments TEM 316008
Les 10 symphonies pour orgue - Pierre Pincemaille (10 grands instruments Cavaillé-Coll) - Solstice SOCD 181/5
- Louis Vierne

Les six Symphonies - Pierre Cochereau – FYCD 028, SOCD 812, FYCD 029/30
Les six Symphonies - Ben Van Oosten (orgues Cavaillé-Coll de Saint-François-de-Sales à Lyon, Saint-Sernin de Toulouse, Saint-Ouen de Rouen, Saint-Antoine-des-Quinze-Vingts à Paris) – MDG 316 1580-2
Les six Symphonies - Jeremy Filsell (orgue Cavaillé-Coll de Saint-Ouen de Rouen) - Brilliant 8645
Symphonies no 3 & 5 - Samuel Kummer (orgue Kern de la Frauenkirche de Dresde) - Carus 83.405
- Augustin Barié

L'Œuvre pour orgue - Véronique Le Guen (orgue Cavaillé-Coll de Saint-François-de-Sales à Lyon) - Calliope
- Auguste Fauchard

Symphonie eucharistique - Emmanuel Hocdé (orgue Cavaillé-Coll de Saint-Sulpice, Paris) - Hortus 078
- Joseph Jongen

Symphonie concertante op. 81 - Olivier Latry (orgue Schyven de la Philharmonie de Liège), Orchestre philharmonique de Liège, dir. Pascal Rophé - Cyprès CYP7610
Joseph Jongen, Aaron Copland : symphonies pour orgue et orchestre - Direction : Daniel Tosi - Orgue : Pierre Pincemaille - Cathédrale de Perpignan - Solstice SOCD 198.
- Joseph-Ermend Bonnal

L'Œuvre pour orgue - Jean-Pierre Lecaudey (orgue Adema de la cathédrale Saint-Bavon de Haarlem) - Pavane ADW 7357
- Marcel Dupré.

Symphonie-Passion op. 23 in Marcel Dupré par Pierre Cochereau – FYCD 020
Symphonie-Passion op. 23, Évocation op. 37 - Ben van Oosten (orgue Cavaillé-Coll de Saint-Ouen de Rouen) - MDG 316 0951-2
Symphonie-Passion op. 23, Évocation op. 37 - Yves Castagnet (orgue Cavaillé-Coll de Saint-Ouen de Rouen) - BMG 74321470062
Symphonie no 2 - Yves Castagnet (orgue Cavaillé-Coll de la cathédrale Notre-Dame de Paris) - Intrada INTRA020 (+ Le Chemin de la Croix, op. 29)
Symphonie no 2 - Torje Winge (orgue Jorgensen de l'église de Skien) - Simax classics PSC 1244
- Paul de Maleingreau

"Symphonie de Noël" op. 19 de la série "Cathédrale" par François Houtart à l'orgue Schyven/Van Bever de Notre-Dame de Laeken (Bruxelles) - PHI, Namur. (Références : www.francois-houtart.eu).
Œuvres symphoniques pour orgue - Peter Van de Velde (orgue Schyven de la cathédrale d'Anvers) - Aeolus AE-10611 (vol. 1), AE-10621 (vol. 2)
- Edward Shippen Barnes

Symphonie pour orgue Op. 18 et Second Symphony for Organ Op. 37 par Simon Nieminski à l'orgue de la Cathédrale St. Mary's R.C. de Peoria (Illinois) - Pro Organo CD 7131
- Jean Langlais

Première Symphonie - Kevin Bowyer (The Carthy Organ, Calgary) - Nimbus NI5408
- Jean Guillou

Symphonie Initiatique pour 3 orgues - Jean Guillou – Decca 480 2099 (coffret "Jean Guillou, The Early Recordings" vol. 2)

## Indications bibliographiques et liens
- Guide de la musique d'orgue, sous la direction de Gilles Cantagrel, éditions Fayard 1991,  (ISBN 2-213-02772-2)
- Centre belge de documentation musicale (CeBeDeM)